# Ku-liangův komentář
Ku-liangův komentář nebo Ku-liangova tradice (čínsky v českém přepisu Ku-liang čuan, pchin-jinem Gǔliáng zhuàn, znaky zjednodušené 谷梁传, tradiční 穀梁傳) je jedním ze tří hlavních komentářů k Letopisům jar a podzimů.

## Historie a obsah
Ku-liangův komentář patří vedle Kung-jangova komentáře a Cuova komentáře ke třem nejvýznamnějším komentářům Letopisů jar a podzimů. Tradičně je připisován Ku-liang Čch’ovi (穀梁赤), údajnému žákovi C’-siaa, žáka Konfucia. Zřejmě byl předáván ústní tradicí a sepsán později, první zmínky o něm jsou až z období počátků říše Chan, tj. z 2. století př. n. l., Nese známky dialektu východočínského státu Lu.
Stejně jako Kung-jangův komentář má formu otázek a odpovědí. Vykládá Letopisy pomocí pečlivé analýzy slov a formulací v nichž hledá skryté významy. Přitom vychází z teorie „drobných slov obsahujících závažná sdělení“, podle níž Konfucius jemným odstíněním výrazových prostředků sděloval svůj názor na popisované události.
V raně chanském období, kdy mezi učenci vládla škola nového textu, byl hlavním a oficiálním komentářem Letopisů Kung-jangův komentář. V polovině 1. století př. n. l., za vlády císaře Süana, se stejného uznání dostalo i Ku-liangovu komentáři a za východních Chanů škola starého textu prosadila oficiální uznání Cuova komentáře. Za Tchangů byl Ku-liangův komentář zařazen mezi „dvanáct kanonických knih“ konfucianismu.